# Bosc Comunal d'Escaró
El Bosc Comunal d'Escaró és un bosc de domini públic del terme comunal d'Escaró, a la comarca del Conflent, de la Catalunya del Nord. És un bosc d'1,9 km², situat a l'extrem sud-oest del terme d'Escaró, al límit amb el de Nyer. És a ponent del Bosc Estatal de Tres Estelles i al nord-oest del Pic de Tres Estelles. El bosc està sotmès a una explotació gestionada per la comuna d'Escaró, atès que es bosc és propietat comunal. Té el codi F16235K dins de l'ONF (Office national des forêts).